# Disturbios raciales del sur de Gales (1919)
Los disturbios raciales del sur de Gales de 1919 tuvieron lugar en el área de los muelles de Newport y Barry, en Gales del Sur, así como en el distrito de Cardiff, en el barrio de Butetown durante varios días en junio de 1919. Cuatro hombres murieron durante los disturbios. Se produjeron disturbios similares en Glasgow, Liverpool y otras partes de Inglaterra. 

## Antecedentes
Las ciudades portuarias de Gales del Sur habían atraído a colonos de todo el mundo durante el apogeo de los muelles, en las últimas décadas del siglo XIX. En 1911, la proporción de la población de Cardiff que era negra o asiática estaba en segundo lugar en el Reino Unido, después de Londres, aunque el número era bastante reducido, alrededor de 700, y se limitaba a las áreas cercanas a los muelles. Los salarios en los muelles se veían reducidos al emplear a hombres extranjeros a una tasa más baja. La huelga de los marineros de Cardiff en junio de 1911 se centró en los marineros chinos y una tarde estalló la violencia que provocó la destrucción de todas las lavanderías chinas de Cardiff.
El número de inmigrantes no blancos aumentó cuando los soldados y marineros fueron desmovilizados tras la Primera Guerra Mundial, aumentando aún más el número de residentes africanos, árabes y asiáticos. El comercio en los muelles se incrementó lentamente, pero no lo suficientemente rápido como para absorber a todos los que volvían de la guerra. Se dio preferencia en el empleo a los hombres blancos, aunque todavía había muchos sin trabajo. También había escasez de viviendas, agravada por el resentimiento contra los no blancos que habían comprado casas y las habían llenado de inquilinos. También había una antipatía hacia los no blancos que se habían casado con mujeres blancas locales (los no blancos eran casi en su totalidad hombres en ese momento). 
Las tensiones estallaron en disturbios en Glasgow (Escocia) en enero de 1919, seguidos de pueblos y ciudades portuarias en Inglaterra, como Londres, South Shields, Hull y Liverpool en la primera mitad del año.

## Disturbios

### Newport
Los disturbios estallaron inicialmente en Newport el 6 de junio de 1919. Un hombre negro fue atacado por un soldado blanco, debido a un presunto comentario hecho a una mujer blanca. Esto se intensificó rápidamente, con una multitud de hombres blancos atacando a cualquiera que no se percibiera como blanco o cualquier cosa que se creyera que no era propiedad de blancos. Casas y un restaurante propiedad de negros, lavanderías chinas y una casa de huéspedes de propiedad griega fueron atacadas en el barrio de Pillgwenlly y en el centro de la ciudad. Ocho casas en el área de los muelles fueron destruidas y los muebles de dos de ellas fueron quemados en la calle.

### Cardiff
Los enfrentamientos tuvieron lugar el 11 de junio de 1919 entre soldados blancos que regresaban de la Gran Guerra y hombres locales del barrio de Butetown (Tiger Bay) de orígenes principalmente yemeníes, somalíes y afrocaribeños. Los disturbios continuaron durante tres días y se extendieron a Grangetown y partes del centro de la ciudad. Las familias de minorías étnicas se armaron y se escondieron en sus casas, algunas de las cuales fueron atacadas y saqueadas. La calle principal de Butetown, Bute Street, terminó cubierta de vidrios rotos y las ventanas tapiadas. Hacia el sábado 14 de junio, las cosas se habían calmado, a pesar de que el día anterior había una gran multitud en las calles y los ocupantes de una tienda de propiedad malaya tuvieron que escapar del ataque subiéndose al tejado.

### Barry
Multitudes amenazadoras se reunieron en Barry la noche del 11 de junio de 1919, tras un apuñalamiento fatal en Beverley Street, en el barrio de Cadoxton. El trabajador portuario, Frederick Longman, había sido apuñalado por Charles Emmanuel, originario de las Antillas francesas. Más tarde se supo que Longman le había dicho a Emanuel «baja por tu propia calle» y lo había atacado con un atizador, antes de que Emanuel sacase su cuchillo. Un carpintero negro que vivía en la misma calle intentó escapar cuando la turba irrumpió en su casa de huéspedes. La multitud lo alcanzó y lo apedreó. La multitud no se dispersó hasta pasada la medianoche, pero se informó de pocos daños.  

## Fallecidos
El ex soldado Frederick Henry Longman murió después de ser apuñalado en Barry. Tres hombres murieron durante los hechos de Cardiff: Mohammed Abdullah, un bombero de un barco, de 21 años, murió en el hospital por una fractura de cráneo, tras ser atacado en Butetown; John Donovan, de 33 años, murió tras recibir un disparo en una casa en el centro de la ciudad, en Millicent Street; Harold Smart, de 20 años, murió después de que le cortaran la garganta, aunque no está claro si esto estaba directamente relacionado con los disturbios.

## Consecuencias inmediatas
Además de la muerte de cuatro hombres, cientos de personas resultaron heridas y decenas fueron arrestadas. Las reparaciones en Cardiff costaron al ayuntamiento 3000 £ (más de 156 000 £ ajustadas a la inflación en 2019). 
La gran mayoría de las personas detenidas pertenecían a minorías étnicas. En Newport, de las 30 personas arrestadas, 27 eran negras. Un total de 18 personas blancas y diez hombres no blancos comparecieron ante el tribunal en Cardiff, y las víctimas no blancas fueron inicialmente tratadas con mucha más dureza que sus contrapartes blancas. Nueve hombres negros de Cardiff fueron acusados de asesinato y llevados a juicio en Swansea. Pero como la fiscalía no ofrecía pruebas y tuvo que reducir la acusación a ‹disparar con intención de asesinar›, el jurado ni siquiera necesitó retirarse a deliberar y todos los hombres fueron declarados no culpables. Charles Emmanuel, que había matado a un hombre en Barry, fue enviado a prisión durante cinco años por homicidio involuntario, habiendo sido declarado no culpable de asesinato intencional.

## Legado
Aunque los disturbios han sido recordados claramente por las poblaciones de minorías étnicas en el sur de Gales, fueron olvidados en gran parte en otros lugares. Tanto es así, que cuando el Committee on Race and Immigration visitó Cardiff en 1972, la policía informó de que «no tenía constancia de ningún disturbio grave que involucrara a la población indígena e inmigrante». Los historiadores no comenzaron a registrar la historia hasta la década de 1980. Todavía no hay monumentos o placas en Cardiff, Newport o Barry que recuerden los disturbios.
ITV Cymru transmitió un recuento de los eventos en la serie de televisión de 2018, Dock of the Bay. Hubo un resurgimiento del interés por los disturbios en el centenario de los eventos en 2019. Un grupo de estudiantes de la Universidad de Cardiff reimaginó la información sobre los disturbios, utilizando las redes sociales del siglo XXI en Twitter. En Barry, en septiembre de 2019 se llevaron a cabo tres días de conmemoración del centenario. 
En julio de 2019 se lanzó un Proyecto de Lotería Patrimonial de nueve meses en el edificio Pierhead de Cardiff para recordar los disturbios raciales de 1919.